# Мышца, противопоставляющая мизинец
Мышца, противопоставляющая мизинец (лат. Musculus opponens digiti minimi) — мышца кисти.
Располагается кнутри от короткого сгибателя мизинца и несколько прикрыта ею по наружному краю. Начинается от крючка крючковидной кости и удерживателя сгибателей. Прикрепляется к локтевому краю V пястной кости.

## Функция
Притягивает мизинец в сторону большого пальца (противопоставляет мизинец большому пальцу).